# Батин, Митрофан Парамонович
Митрофан Парамонович Батин — советский хозяйственный и государственный деятель, лауреат Государственной премии СССР за выдающиеся достижения в труде.

## Биография
Родился в 1929 году на территории современной Курской области. Член КПСС.
Окончил Всесоюзный заочный институт инженеров транспорта.
В 1943—1947 — ученик слесаря, слесарь вагонного депо города Курска.
В 1947—1951 — военнослужащий Советского флота.
В 1951—1991 — слесарь вагонного депо Перово Московской железной дороги.
Батин разработал метод, благодаря которому пробег грузового вагона без осмотра мог быть продлён с 500 км до 1000 км. Его исследования показали, что усовершенствование ряда деталей может увеличить работу буксового узла в полтора раза выше нормы.
В 1975 году по решению коллегии МПС на базе вагонного депо Перово была открыта школа по изучению и распространению методов Батина. К тому моменту мастер уже открыл 24 внешних и более 100 внутренних признаков неисправности буксового узла.
За высокую эффективность и качество работы на транспорте был в составе коллектива удостоен Государственной премии СССР за выдающиеся достижения в труде 1980 года.
Умер в 2004 году в Москва.

## Награды
- Орден Трудового Красного Знамени (дважды)